# Paul Aretz
Paul Aretz (geboren 1. April 1890 in Rheydt; gestorben 5. November 1949 in Bern) war ein deutscher Verleger, Buchhändler und Autor.

## Leben
Er war der Sohn des Fabrikbesitzers Hermann Aretz und dessen Ehefrau Selma geborene Radeck. Nach dem Besuch der Oberrealschule in Basel ging Paul Aretz zum Studium an die dortige Universität. Später wechselte er an andere Universitäten, wie beispielsweise Bern, und unternahm mehrere Studienreisen in das In- und Ausland.
1920 erschienen im Verlag Julius Hoffmann (Stuttgart) die von ihm übersetzten und herausgegebenen Erinnerungen von Joseph Fouché – Polizeiminister Napoleons I.
Als Verleger und Buchhändler war er in Dresden aktiv. Dort veröffentlichte er 1921 in seinem eigenen Verlag sein erstes größeres Werk unter dem Titel Napoleons Gefangenschaft und Tod. Sankt Helena-Erinnerungen. Mit 13 Bildbeigaben nach Gemälden und Stichen.
Aufgrund der Machtübernahme durch die Nationalsozialisten verlagerte er 1934 den Schwerpunkt seiner Tätigkeit zuerst nach Wien und dann in die Schweiz, wo er 1949 starb. Zuletzt war er u. a. Mitglied des Schweizer Buchhändler- und Verlegervereins.

## Familie
Er heiratete die Historikerin Gertrude Aretz, die in erster Ehe mit Friedrich Max Kircheisen verheiratet gewesen ist.

## Veröffentlichungen (Auswahl)
In seinem Verlag veröffentlichte er einige Werke seiner Ehefrau Gertrud Aretz. Es handelt sich dabei um folgende Titel:
- Ludwig der Vierzehnte. Aretz Verlag, Dresden 1927 (Übertragung aus dem Französischen)
- als Herausgeberin: Memoiren der Gräfin Kielmannsegge über Napoleon I. Aretz Verlag, Dresden 1927
- Eduard VII. Der Prinz von Wales. Aretz Verlag, Dresden 1928 (Übertragung aus dem Englischen)

Ferner sind im Paul-Aretz Verlag in Dresden u. a. erschienen:
- Arthur Schurig: Der Roman von Tristan und Isolde in der bretonischen Urgestalt. Paul-Aretz-Verlag, Dresden, 1923.
- Frieda von Oppeln: Königsmarck. Liebestragödie aus dem Barock, Paul-Aretz-Verlag, Dresden, 1924.
- Heinrich Stadelmann: Kleopatra – Ägyptens letzte Königin, Paul-Aretz-Verlag, Dresden, 1925.
- Herbert Lewandowski: Das Sexualproblem in der modernen Literatur und Kunst. Versuch einer Analyse und Psychopathologie des künstlerischen Schaffens und der Kulturentwicklung seit 1800, Paul-Aretz-Verlag, Dresden, 1927.
- Raymond Poincaré: Memoiren – Die Vorgeschichte des Weltkrieges (1912–1913), Paul-Aretz-Verlag, Dresden, 1928.